# Starvin' Marvin
Starvin' Marvin is de negende aflevering van Comedy Central's animatieserie South Park. Ze was voor het eerst te zien op 19 november 1997.

## Verhaal
In deze Thanksgiving-aflevering zenden de jongens geld naar Sally Struthers om de arme kinderen in Ethiopië te helpen. Maar in werkelijkheid willen ze een horloge krijgen. Ze denken dus dat ze wat geld in moeten sturen om dat horloge te krijgen. Dit is normaal ook de bedoeling alleen deze keer krijgen ze geen horloge maar een kind uit Ethiopië, de jongens noemen hem Starvin' Marvin.
Uiteindelijk komt de FBI het jongetje ophalen en krijgen ze hun horloge toch. Alleen het enige probleem is dat de FBI niet Starvin' Marvin meeneemt maar Cartman, Marvin neemt dan meteen het horloge aan en dan is alles voor niets. Uiteindelijk blijkt dat dat Sally Struthers al het geld gebruikt om een luizenleven te leiden in de woestijn met vele dozen Cheesy Poofs en 2 zwarten die voor haar moeten waaieren. Ondertussen in South Park heeft Dr. Mephisto kalkoenen genetisch gemanipuleerd en breken ze vrij. Dit richt dan weer enorme schade aan in South Park.

## Kenny'sdood
- Aangevallen door de kalkoenen, hij verliest ook een oog in het gevecht.

## Trivia
- De kalkoenen komen ook voor in de South Park videogame.
- Twee interessante zinnen staan op het schoolbord. De eerste: "Bomen zijn voor bosjes als buldog's voor huizen." En de tweede: "David Duchovny is voor tampon's als noga is voor chocolade."
- Trey Parker en Matt Stone hebben beide gezegd dat deze aflevering een van hun favorieten is.
- Meer dan 1 miljoen mensen uit Ethiopië stierven in de hongersnood van 1984 tot 1985.
- Een audio fragment uit deze aflevering werd gebruikt in de film Duplex.
- Wanneer de kalkoenen Kenny vermoorden, kun je zien dat Kenny blauwe ogen heeft.

## Opmerkelijke dingen
- Bij het buffet is te zien dat Kyle een stuk ham snijdt. Maar Kyle is Joods dus zou het dit eigenlijk niet mogen eten.
- Kliktalen worden eigenlijk niet gesproken in Ethiopië, in deze aflevering wel. Ze worden over het algemeen gesproken in Zuid-Afrika rond de Kalahari.
- Wanneer Cartman bij Sally binnenkomt in haar huis in de woestijn is er een bord te zien, maar dat is even later verdwenen.